# Frijsenborg

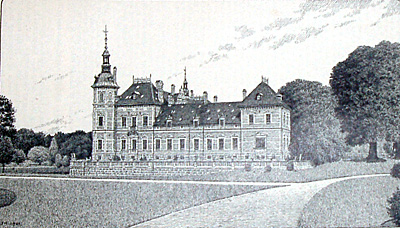
Frijsenborgs slott 1901.

Frijsenborg är ett gods på Jylland, strax öster om byn Hammel nordväst om Aarhus. 
Fram till 1922 omfattade godset 10.000 hektar mark, var fram till 1920 grevskap, och hade före 1848 omfattat 48.000 hektar mark, och tillhörde ätten Krag-Juel-Vind-Frijs. Huvudbyggnaden uppfördes 1860–67 i nederländsk renässansstil på grunden av ett äldre slott från 1690.

## Skogar
Till slottet hör, eller har hört, ett antal skogsområden, som kallas Frijsenborgskovene, Frijsenborgskogarna. Det viktigaste skogsområden norr om Hammel är Lystskov, Hammel Skov, Kildedal Skov, Frijsendal Bakker, Pøtmølle Skov, Gejlund Bakker, Haurum Skov och Vrangs Bakker. Genom området flyter Granslev Å.
Öster om Hammel ligger Gammel Dyrehave, Fajstrup Krat, Sønderskov, Tinning Skov med Klapskov, Norring Vesterskog, Norringure och Hinnerup Skov. Alla dessa skogar har vuxit samman till ett sammanhängande skogsområde.
Den här artikeln är helt eller delvis baserad på material från danskspråkiga Wikipedia, Frijsenborgskovene, tidigare version.